# Municipio de Spink
El municipio de Spink (en inglés: Spink Township) es un municipio ubicado en el condado de Union en el estado estadounidense de Dakota del Sur. En el año 2010 tenía una población de 218 habitantes y una densidad poblacional de 2,32 personas por km².

## Geografía
El municipio de Spink se encuentra ubicado en las coordenadas 42°51′59″N 96°44′34″O / 42.86639, -96.74278. Según la Oficina del Censo de los Estados Unidos, el municipio tiene una superficie total de 94.01 km², de la cual 93,97 km² corresponden a tierra firme y (0,04 %) 0,04 km² es agua.

## Demografía
Según el censo de 2010, había 218 personas residiendo en el municipio de Spink. La densidad de población era de 2,32 hab./km². De los 218 habitantes, el municipio de Spink estaba compuesto por el 96,33 % blancos, el 1,83 % eran amerindios, el 1,83 % eran de otras razas. Del total de la población el 1,83 % eran hispanos o latinos de cualquier raza.